# Vaiea
El poblado de Vaiea un municipio y un distrito electoral en la isla de Niue (Polinesia, Océano Pacífico Sur). Es uno de los 14 pueblos existentes en la isla de Niue. Contaba en el año 2011 con 89 habitantes, y una superficie de 5,4 km². Se encuentra en la costa sur de dicha isla, en la región histórica de la tribu Tafiti, la cual cubría la mitad sur de la isla.

## Demografía
Evolución demográfica
| Gráfica de evolución demográfica de Tamakautoga entre 1986 y 2011 |
|                                                                   |
|                                                                   |

En el territorio de la aldea, al sur del poblado hacia la costa, se encuentra el pueblo abandonado de Fatiau Tuai cuando la población fue trasladada a Vaiea a mediados del siglo XX. En la actualidad solo quedan algunas pocas ruinas.

## Turismo
Justo al norte de la localidad se encuentran el arco Tavala, una formación de cuevas muy profundas, y el abismo Matapa, un pequeño canal que llega hasta el mar, donde los reyes de Niue solían nadar.